# Билайн Смарт
Билайн Смарт — смартфон российского оператора сотовой связи «Билайн», выпущенный в начале 2014 годa. Произведен компанией Huawei, прототипом является модель Huawei Y320-U10. Полным аналогом устройства является также смартфон Orange Tigа, продаваемый международным оператором Orange.

## Обзорные сведения

### Корпус и дизайн
Корпус смартфона изготовлен из чёрного пластика.  Передняя часть устройства покрыта защитным стеклом, слегка утопленным в корпус. Боковины корпуса окаймляет тёмно-серая пластиковая вставка "под металл". На правой грани расположены клавиша включения и качелька регулировки громкости, на верхней - 3,5 мм аудиоразъём и разъём MicroUSB, на нижней - микрофон. Левая грань осталась пустая. На задней крышке находится прорезь мультимедийного динамика, слегка выпирающий объектив 2-мегапиксельной камеры и логотип оператора. Задняя крышка съёмная, крепится на защёлках и изготовлена из толстого пластика. Под ней расположены слот для карт памяти MicroSD и съёмный аккумулятор, а также слот для SIM-карты, для доступа к которому необходимо извлечь элемент питания.
С точки зрения экспертов, корпус смартфона изготовлен довольно качественно, а его эргономика достаточно хорошо продумана.

### Аппаратное обеспечение и производительность
В смартфоне установлен двухъядерный процессор  MediaTek MT6572, построенный на ядре Cortex A7 по 28 нм техпроцессу и работающий на тактовой частоте 1,3 ГГц. За обработку графики отвечает одноядерный графический ускоритель Mali-400MP1. Объём оперативной памяти составляет 512 мегабайт, внутреннего хранилища — 4 ГБ с возможностью расширения при помощи карт памяти MicroSD вместимостью до 32 ГБ.
Производительность смартфона Билайн Смарт недостаточна для 3D-игр или одновременной работы нескольких приложений, однако на нём возможен запуск некоторых аркадных игр. Отмечаются случаи нестабильной работы навигационного программного обеспечения. В популярном бенчмарке AnTuTu прибор набирает около 10000 баллов.
В смартфоне нет фронтальной камеры, а основная камера с матрицей 2 мегапикселя, без вспышки и без автофокуса обеспечивает низкое качество снимков. Даже в идеальных условиях освещённости снимки получаются мутные и с неточной цветопередачей.

### Программное обеспечение
Смартфон работает под управлением операционной системы Android 4.2 Jelly Bean. Среди предустановленного программного обеспечения можно найти программы Google-сервисов, a также системные приложения (номеронабиратель, интерфейс камеры, проводник). В отличие от большинства операторских смартфонов, Билайн Смарт не содержит дополнительного софта от оператора.